# Noh
Noh (能 Nō) er klassisk japansk musikalsk drama, der har været spillet siden det 14. århundrede. Det er kendetegnet ved et roligt tempo, enkel elegance og brug af karakteristiske masker.

## Forestillingen
Der er ca. 250 skuespil i det klassiske Nohrepertoire, og de deles ind i 5 kategorier.
1. om guder
2. om krigere
3. om smukke kvinder
4. om forskellige personligheder, f.eks. sindssyge kvinder
5. om overnaturlige væsner

Især forestillingerne der handler om kvinder, udtrykker Yugen (幽玄 yūgen ).
Det betyder bogstaveligt okkult eller mysterium; men her har det betydningen sublim elegance, og det anses for at være essensen i Noh.
Zeami Motokiyo regnes for en af de vigtigste personer i skabelsen af noh-traditionen.

### Roller
Rollerne deles ind i forskellige typer, og en skuespiller kommer almindeligvis fra en familie, der har specialiseret sig i én rolletype og spiller aldrig andet.
- Shitekata er de centrale figurer, og de bærer oftest [[maske.
  - Shite (仕手) er hovedperson]]en.
  - Tsure (連れ) er partner eller ledsager til Shite.
  - Jūtai (地謡) et kor.
  - Kōken (後見) sceneassistenter.
- Wakikata modspillere med en støttefunktion, bærer ikke maske.
- Hayashikata musikere, fløjte og trommer.
- Kyōgenkata pauseunderholdning, en anden type skuespil.

- Wikimedia Commons har flere filer relateret til Noh

| Kunst og kultur | Spire Denne artikel om scenekunst og teater er en spire som bør udbygges. Du er velkommen til at hjælpe Wikipedia ved at udvide den. |